# Alabai
Chó chăn cừu Trung Á hay còn được gọi chó Alabai là một giống chó bắt nguồn từ các giống chó cổ xưa từ các vùng Trung Á. Nó không phải là kết quả của sự lai giống từ các loài loài khác mà là một giống chó bản địa được gọi là alabai trong lịch sử giữa các dân tộc Trung Á. Ban đầu, loài chó này được sử dụng để canh gác, cũng như để bảo vệ gia súc khỏi thú dữ và bây giờ chúng là 1 loài chó rất được ưa chuộng và xuất hiện phổ biến trên các đấu trường chọi chó quốc tế. Một chú chó Alabai trưởng thành có cân nặng từ 65–75 kg. Đây là loại chó sở hữu sức mạnh to lớn và đầy quyền lực.
Tuổi thọ: 12-15 năm
Chiều cao: 65–78 cm (chó đực); 60–69 cm (chó cái)
Trọng lượng: 55–79 kg (chó đực); 40–65 cm (chó cái)

## Lịch sử
Người châu Á ở Trung Á có thể bắt nguồn từ hơn bốn ngàn năm trước từ việc lựa chọn tự nhiên ở một khu vực địa lý giữa Ural, biển Caspi, Tiểu Á và biên giới Tây Bắc của Trung Quốc. Những người gốc Á châu Thổ Dân cũng như các hỗn hợp vẫn có thể tìm thấy ở các quốc gia có xuất xứ, chẳng hạn như Kyrgyzstan, Tajikistan, Turkmenistan, Kazakhstan, Afghanistan, Uzbekistan và các quốc gia lân cận. Một số con thì chăn giữ vật nuôi, một số bảo vệ chủ của chúng, và một số con được sử dụng việc chiến đấu, mà là một truyền thống quốc gia ở nhiều nước của khu vực đó. Giống chó này có sự giống nhau về di truyền mạnh với các giống chó bản địa khác của những chú chó chăn gia súc Livestock Guardian từ vùng đó như Caucasian Shepherd (Nagazi), Kangal dog, và Akbash.
Các nhà sinh vật học và nhà khoa học Nga đã nghiên cứu số lượng chó địa phương kể từ thế kỷ 18. Sau cuộc cách mạng của Cộng sản, chính quyền Liên Xô đã tập trung vào việc làm giống chó cho Hồng quân và nhập khẩu các đại diện giống chó tốt nhất đến Nga theo yêu cầu của chó quân đội và chó bảo vệ. Qua nhiều thập kỷ, thực tiễn này đã gây hại cho dân chúng địa phương. Việc đưa ra các giống mới vào khu vực đã dẫn đến việc lai tạo. Cuối cùng, những con chó thuần chủng chỉ còn lại với những người chăn nuôi gia súc, những người đam mê và trang trại, với hàng chục con lợn ăn ở nơi khác. Tuy nhiên, các cá thể Chó Trung Á vẫn ổn định nói chung, tạo ra một số con chó chất lượng thực sự đánh giá khả năng làm việc, bất kể quốc gia nào. Kinh doanh các dòng máu và mua các nguồn giống không liên quan giữa Nga, các nước cộng hòa thuộc Liên Xô cũ (Ukraine, Belarus, vv) và các nước mà CAO vẫn ở giai đoạn ban đầu là một thực tế phổ biến hiện nay.
Đối với phẩm chất làm việc của alabai, người Trung Á hiện đại đã được nhân giống theo các hướng khác nhau, tùy thuộc vào nhu cầu về khả năng cụ thể. Các cuộc chiến chó truyền thống luôn luôn là một truyền thống quốc gia ở những nơi có môi trường sống nguyên thủy, nhưng chúng chưa bao giờ tàn nhẫn và phá hoại như các trận đánh kiểu pitbull. Tất cả những người chăn nuôi từ cùng một khu vực đã gặp nhau hàng năm, và đã chiến đấu với những con chó cừu lớn nhất của họ để chọn người chiến thắng. Đó là về sự thống trị hơn là phá hủy loại của họ. Hầu hết chó đánh giá lẫn nhau khi gặp nhau ở ngoài đồng ruộng và người yếu hoặc phục tùng nhiều chó bỏ đi, lấy mất. Chó hiếm khi bị thương nhau, gây ra những vết xước nhỏ trong một khoảng thời gian ngắn. Chỉ có những nhà trọng tài thực sự giỏi mới xác định được con chó mạnh nhất thông qua cuộc chiến thực sự; nhưng điều này là nhỏ, so với nhiệm vụ hàng ngày của họ, đối mặt với kẻ thù và rắn độc.
chúng là những người bạn đồng hành tuyệt vời nhất chăn gia súc, không quá dữ, hay không quá hiền nhưng hơi mạnh hơn Caucasian Shepherd, Kangal, Akbash... Chó alabai hiện nay thường khác với chó truyền thống là bảo vệ gia súc mà thay vào là chiến đấu (chọi chó). Có những quy tắc khác nhau, và liên quan đến nhau. Hầu hết người Trung Á sử dụng cho các cuộc chọi chó ăn tiền. Phần lớn các nhà lai tạo nhận thức được nguồn gốc của con chó, và sẽ cho biết con chó có xuất xứ từ những dòng được sử dụng để chiến đấu hay không. Người ta luôn luôn có thể mong đợi một mức độ hung hăng cao đối với những con chó khác từ các CAO với nền tảng chiến đấu của chó. Nó luôn luôn quan trọng để phân biệt xem một con chó sẽ hiển thị sự xâm lược chỉ đối với những con chó kỳ lạ, không thân thiện vào lãnh thổ của họ, trong khi thiết lập và duy trì các mối quan hệ xã hội thông thường với các động vật khác trong khuôn viên; hoặc sẽ tấn công bất kể con chó kia là thành viên của cùng một nhóm xã hội. Sự phô trương đối với người lạ và bạn bè rất không điển hình đối với giống này.
Chó bảo vệ cá nhân hoặc chó làm việc có nguồn gốc từ chó bảo vệ gia súc, được các chuyên gia giống Nga tuyển chọn có năng lực làm việc. Kết quả là, họ vượt trội trong sự vâng phục, bảo vệ lãnh thổ, và bảo vệ cá nhân, và rất thông minh. Như vậy, chúng tạo ra những con chó nhà hoàn hảo. chúng không cần bất kỳ đào tạo phức tạp để tìm hiểu các quy tắc căn nhà cơ bản, và đối xử với chủ mình với 1 sự tôn trọng lớn như nhau mà tổ tiên của họ đối xử với con đầu đàn. Những con chó này đã được giới thiệu với cộng đồng chăn nuôi cừu trên toàn thế giới với thành công lớn.
Những người Trung Á thường được gọi là "Volkodav", "The Wolf Crusher" bằng tiếng Nga, được lựa chọn trong nhiều thế kỷ vì khả năng tiêu diệt những kẻ săn mồi và được ca ngợi vì sức mạnh và sức chịu đựng của họ. Điều rất quan trọng là chỉ chọn những chú chó ổn định cho mục đích sinh sản và tránh bắt đầu đào tạo bảo vệ chó của giống chó này vào thời điểm sớm.

## Huấn luyện
Để đạt được chứng chỉ, những chú chó Alabai được dùng để phải vượt qua rất nhiều thử thách khó khăn (trong đó có bài kiểm tra vào ban đêm, bài kiểm tra rất khó trong bóng tối, có các chướng ngại vật bốc lửa, bức tường bằng đuốc).Chương trình đào tạo bảo vệ chuyên sâu hơn như các cuộc tấn công trong rừng, ra khỏi xe, trấn áp các đối tượng có súng lục, đều được diễn ra trong những vụ nổ và khói lửa..

## Tính tình
Loài chó này không phải là hung hăng và dữ tợn như họ hàng gần của chúng là Shepherd da trắng. Tuy nhiên alabai là giống chiếm ưu thế hơn về sự học hỏi và dạy bảo sớm, tiếp xúc với con vật, con người khác từ khi con nhỏ.Chó chăn cừu Trung Á thường hòa thuận với những vật nuôi khác trong nhà, cho dù đó là một con mèo hay một con chó. Nhưng chúng rất hung dữ với người lạ. vì vậy chúng phải luôn được xích và rọ mõm khi trên đường phố hoặc nơi đông người.Chúng có bản năng bảo vệ mạnh mẽ là rất cảnh giác với người lạ.Alabai rất yêu thích,hòa thuận với trẻ em trong gia đình, chế độ bảo vệ luôn được bật (đó là điểm đặc biệt của chúng). Trung Á Shepherd khá vui tươi và chúng là người bạn đồng hành tuyệt vời, kể cả trẻ em.